# Рудницька сільська рада (Баришівський район)
| Рудницька сільська рада — колишній орган місцевого самоврядування у Баришівському районі Київської області з адміністративним центром у с. Рудницьке. Історична дата утворення: в 1986 році. Сільській раді підпорядковані населені пункти: - с. Рудницьке |

## Склад ради
Рада складається з 12 депутатів та голови.

### Керівний склад ради
| ПІБ                            | Основні відомості                                                                      | Дата обрання | Дата звільнення |
| ------------------------------ | -------------------------------------------------------------------------------------- | ------------ | --------------- |
| Герасименко Людмила Леонідівна | Сільський голова, 1959 року народження, освіта, Всеукраїнське об'єднання «Батьківщина» | 26.03.2006   | 31.10.2010      |
| Шатохін Кирило Анатолійович    | Сільський голова, 1966 року народження, освіта вища, член Партії регіонів              | 31.10.2010   |                 |

Примітка: таблиця складена за даними джерела

## Населення
Згідно з переписом УРСР 1989 року чисельність наявного населення сільської ради становила 1084 особи, з яких 456 чоловіків та 628 жінок.
За переписом населення України 2001 року в сільській раді мешкали 854 особи.

### Мова
Розподіл населення за рідною мовою за даними перепису 2001 року:
| Мова       | Відсоток |
| ---------- | -------- |
| українська | 95,68 %  |
| російська  | 3,50 %   |
| білоруська | 0,70 %   |
| вірменська | 0,12 %   |